# اون پلت
اون پلت (انگلیسی: Owen Pallett؛ زاده ۷ سپتامبر ۱۹۷۹) یک موسیقی‌دان اهل کانادا است.